# ジュリー・ウィンフレッド・バートランド
ジュリー・ウィンフレッド・バートランド（Julie Winnefred Bertrand、1891年9月16日 - 2007年1月18日）は、かつてカナダ最高齢で、その後、存命女性の世界最高齢（人類全体では第2位）となった人物である。父方（姓）はフランス系であり、出身地・ケベック州の公用語の一つであるフランス語では「ベルトラン」と発音する。

## 略歴
モントリオールにて、フランス系のナポレオン・ベルトランとアイルランド系のジュリア・マリンズ夫妻の長女として誕生。若い頃は、後にカナダ首相となるルイ・サン＝ローランと交際したものの、生涯独身だった。長年にわたり、衣類の販売員を務めた。
2007年1月18日、モントリオールの医療施設にて、115歳124日で死去した。バートランドは最晩年に至るまで、健康と鮮明な記憶を維持していた。

## 記録
カナダにおける歴代第3位の長寿者である。2004年11月29日からカナダで存命中の最高齢の人物となり、2006年12月11日から存命女性として世界最高齢となった。死没の時点で、1か月年長の男性であるプエルトリコのエミリアーノ・メルカド・デル・トロが存命だったため、男女を含めた長寿世界一にはなれなかった。